# Histoire culturelle de la France des Lumières

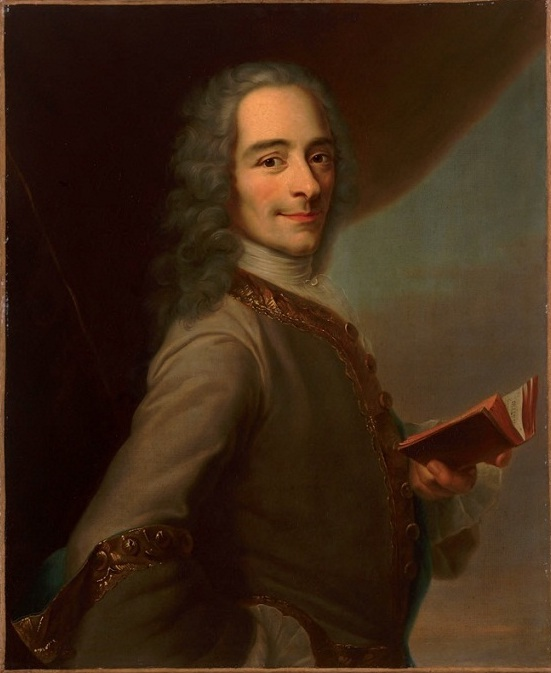
Tableau de Voltaire, D’après Maurice-Quentin de La Tour, première moitié du XIXe siècle, Château de Versailles.

L'épisode culturel des Lumières en France est celui de l’épanouissement d'un esprit critique public, de l'affaiblissement progressif des autorités naturelles de la royauté et de l'Église ; il se conclut par les périodes révolutionnaire et napoléonienne qui mobilisent les évolutions antérieures pour construire un système culturel nouveau.
La culture des Lumières consiste en tous les moyens matériels et intellectuels pour éclairer l'homme, pour qu'il s'émancipe des traditions mentales, issues de la royauté ou de l'Église. Elle a été portée par des philosophes qui se trouvent en conflit avec la plupart des institutions en place, qu'ils accusent d'obscurantisme, de répandre le fanatisme et les préjugés, et de s'imposer par le despotisme. Cette culture critique se développe aussi bien au sein de les milieux lettrés que dans l'ensemble de la population française, puisque la culture française n'est pas segmentée en compartiments étanches, mais constitue bien un seul ensemble. En un siècle, cet esprit critique finit par saper complètement les autorités traditionnelles, la culture devient alors un enjeu politique pour toutes les parties des soubresauts de la fin du XVIIIe siècle et du début du XIXe siècle.

## Délimitation du sujet
La synthèse produite par Antoine de Baecque et Françoise Mélonio établit une périodisation qui débute à la décennie 1710, avec l'épanouissement de l'esprit critique dans l'espace public, une inflexion durant les décennies 1750 - 1770 où l'esprit public évolue pour acter l'affaiblissement des autorités traditionnelles de la royauté et de l'Église. Cette période s'achève avec l'épisode napoléonien qui conclut la transformation culturelle de la France révolutionnaire.

## Historiographie
L'étude de la culture française du siècle des Lumières est facilité par l'abondance de sources permettant de construire ce sujet d'étude. Au cours des années 1980-1990, plusieurs historiens ont su renouveler et développer de nombreux aspects de l'histoire culturelle de cette période. Les plus notables sont : Daniel Roche, Robert Darnton, Roger Chartier, Keith Baker, Arlette Farge, Simon Schama, Bronisław Baczko, Mona Ozouf, Lynn Hunt, Michel Vovelle, Reinhart Koselleck, Dominique Julia ou Jacques Revel.

## La république des lettres
Emmanuel Kant décrit ainsi l'esprit des Lumières : « Les Lumières sont ce qui fait sortir l'homme de la minorité qu'il doit s'imputer à lui-même. La minorité consiste dans l'incapacité où il est de se servir de son intelligence sans être dirigé par autrui. Il doit s'imputer à lui-même cette minorité quand elle n'a pas pour cause le manque d'intelligence, mais l'absence de la résolution et du courage nécessaire pour user de son esprit sans être guidé par un autre. Sapere aude, aie le courage de te servir de ta propre intelligence ! Voilà donc la devise des Lumières ».
Au cours du XVIIIe siècle, le sens critique des lettrés s'établit et devient une force combative. Les philosophes critiques prennent à partie l'opinion, comme leurs adversaires, et les institutions d'autorité ne peuvent plus ignorer "ce que pense le peuple". La République des Lettres devient vaste et variée. Elle se fonde sur l'écrit et surtout l'imprimé ; elle évolue au sein d'une élite large et éclairée. Face à l'esprit des Lumières, les tenants de la Tradition ripostent vivement. Par ailleurs, la République des Lettres connait en son sein conflits et ruptures.

### Le sens critique éclairant les Lumières
Le doute méthodique cartésien est la base de la révolution culturelle des Lumières ; il est néanmoins dépassé pour prendre comme objet l'ensemble des connaissances humaines. En effet, Descartes s'interdit d'utiliser sa méthode à l'endroit de la religion et de la forme de gouvernement dans sa partie sur la morale par provision, il explique qu'il faut « obéir aux lois et coutumes de mon pays, et retenir constamment la religion en laquelle Dieu m'a fait la grâce d'être instruit dès mon enfance ». D'autres après lui franchissent le pas et portent sa méthode à l'ensemble des connaissances humaines. Les initiateurs de cette audace apparaissent à la fin du XVIIe siècle et sont Richard Simon avec son Histoire critique du Vieux Testament ou Pierre Bayle dans son Dictionnaire historique et critique. Encore isolés et unanimement condamnés, ils sont les précurseurs de travaux qui apparaissent surtout après la mort de Louis XIV.
La révolution culturelle portée par la critique méthodique du savoir est surtout utilisée durant la première moitié du siècle dans trois directions : le savoir anthropologique, l'usage de l'observation et de l'expérimentation en science et le fait que le jugement des œuvres culturelles s'affranchit des autorités pour devenir le fait de critiques libres.

#### La découverte des autres civilisations

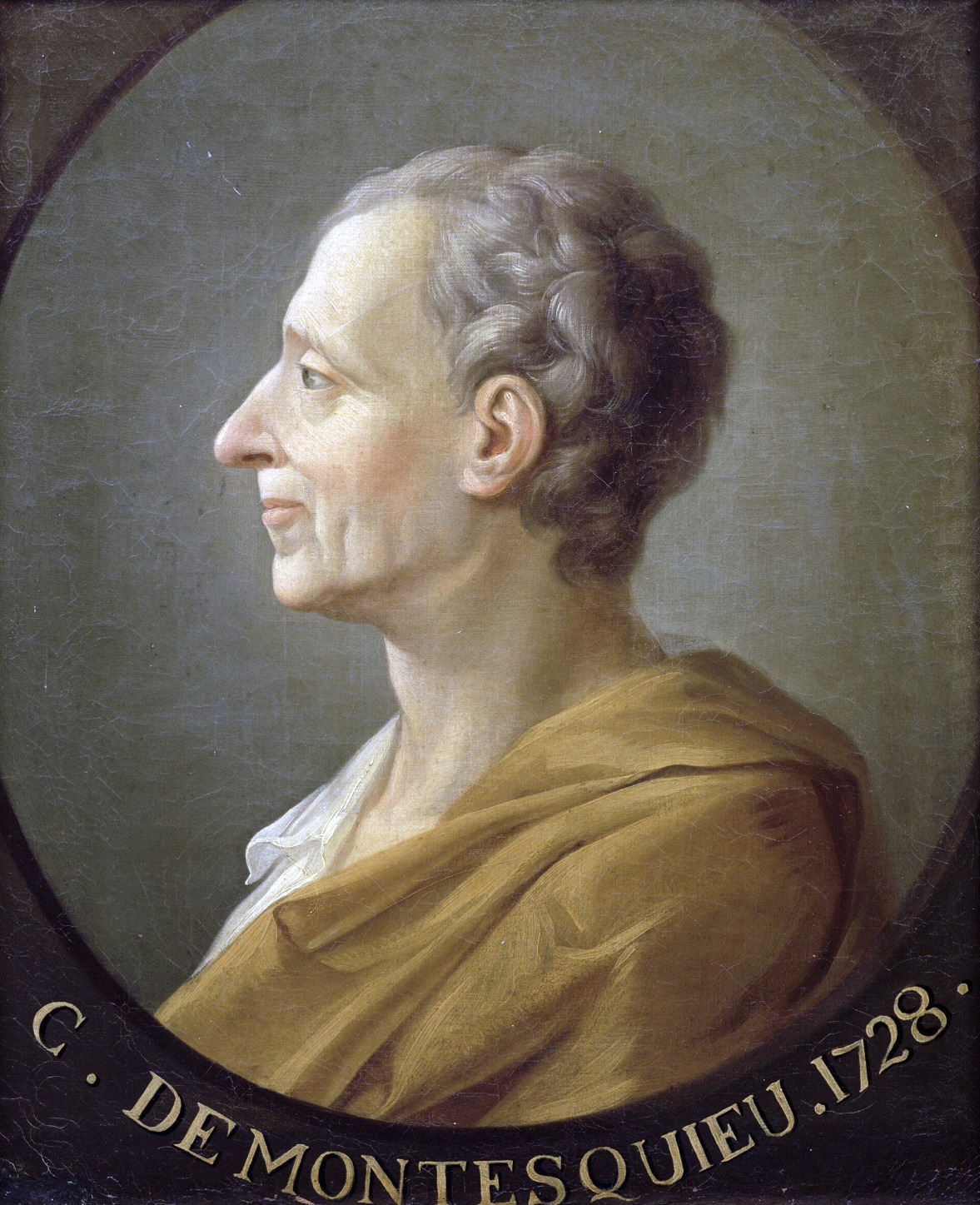
Montesquieu, auteur des Lettres persanes. Portrait d'après Jacques-Antoine Dassier, vers 1753, Institut de France.

Le premier domaine où s'étend le sens critique est porté par les récits de voyage, la découverte et la description d'autres cultures du monde entier. Les savants et  philosophes décrivent et utilisent ces descriptions pour classer et catégoriser les cultures, mais également pour en présenter les qualités et les travers. Après quelques décennies, il devient possible de proposer aux lecteurs des sommes qui présentent l'ensemble des cultures connues du monde, telle l'Histoire des voyages de l'abbé Prévost de 1759. Cette nouvelle culture des mondes extérieurs à l'Europe est utilisée par nombre de philosophes pour mettre en doute les vérités constituées occidentales, en usant souvent de l'utopie, mettant en parallèle les usages européens et ceux des autres civilisations. De même, la découverte que tous les peuples de la terre possèdent une morale qui n'est finalement pas si éloignée de celle du bon sens européen permet aux philosophes d'en tirer argument pour mettre à mal l'idée de Révélation, et à l'inverse pour justifier le relativisme culturel et la possibilité d'une morale fondée par la Raison. De très nombreux romanciers philosophes mettent ainsi en confrontation les morales d'ailleurs et d'ici pour mieux relativiser l'européenne, tel Montesquieu avec les Lettres persanes, le baron de Lahontan avec ses Dialogues entre un Sauvage et le baron de Lahontan, Giovanni Paolo Marana et l'Espion turc, et l'abbé Terrasson avec Sethos, histoire, ou Vie tirée des monumens, anecdotes de l'ancienne Égypte.

#### La révolution conceptuelle des sciences

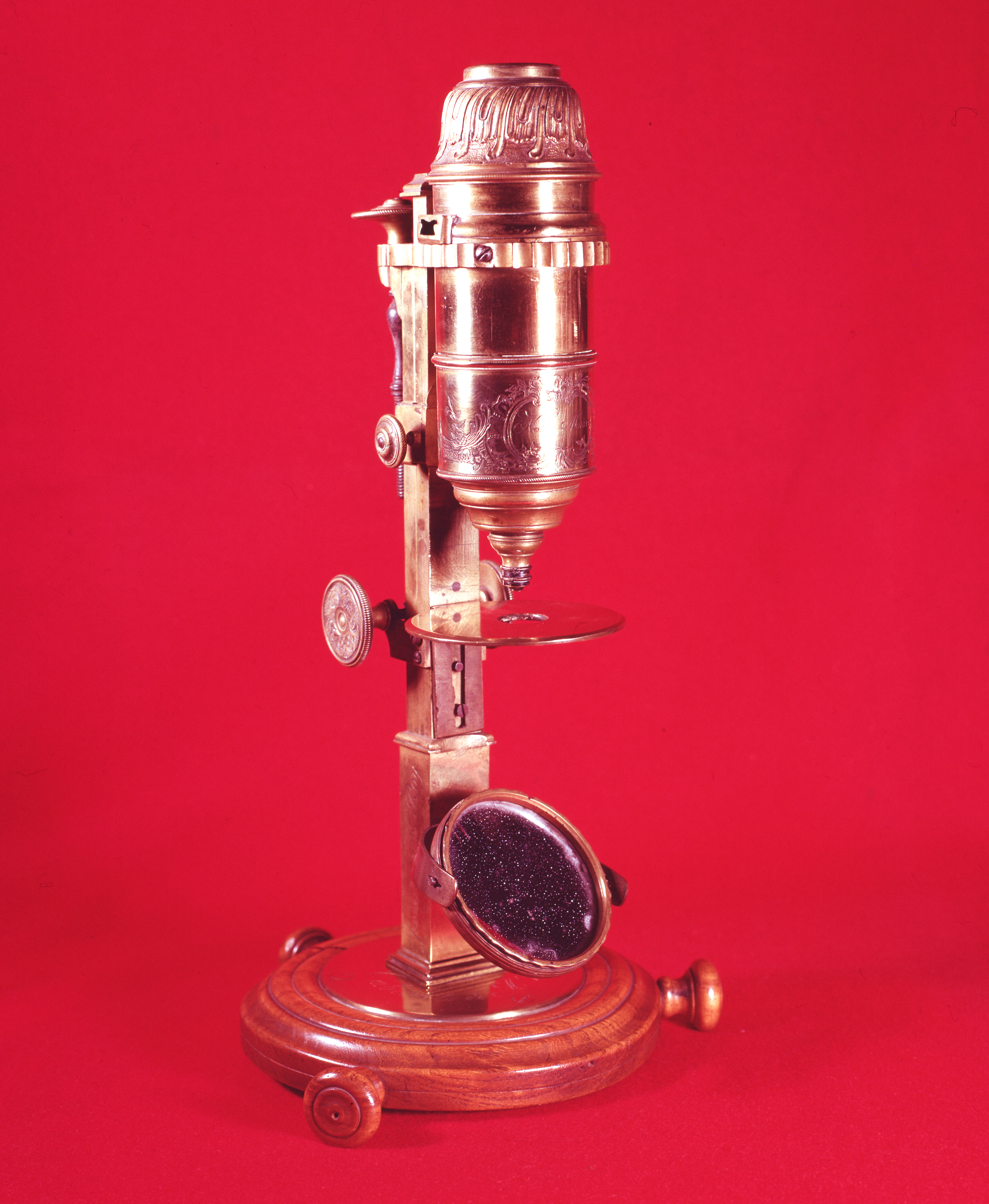
Microscope de Buffon, réalisé par Chapotot, gravé par Humbert en 1758. Il lui a été offert par ses élèves.

La première moitié du XVIIIe siècle est également celle d'une révolution conceptuelle en science qui voit le règne des théories fondées sur des autorités antiques s'effondrer au profit de celles tirées de l'observation et des expérimentations. Le discours scientifique, qui prétend alors ne tirer de validité que de la nature et de la raison, s'affranchit progressivement de la religion et ne relie plus ces résultats ni à Dieu, ni aux Écritures. Cette laïcisation de la science, acceptée par la majorité de l'élite cultivée de l'époque, devient un socle pour le scepticisme.
Pour emporter l'adhésion de leurs contemporains, les savants ont montré que l'action de la nature n'est pas totalement hasardeuse, qu'il est possible d'établir des vérités fiables génératrices de prévisions. Ainsi, des savants tels Maupertuis ou Buffon ont tenu à classer, catégoriser et organiser leurs observations, montrant au grand public qu'il existe un ordre. Ce travail a été appuyé par les travaux d'Isaac Newton, qui par sa théorie du mouvement des corps, montre aux hommes qu'il est possible de prévoir, de comprendre comment fonctionnent les lois naturelles.
Même lorsqu'ils sont confrontés à des manques ou des inconnues, les hommes de science ne cherchent pas à revenir à Dieu pour compléter leurs théories. Tels Maupertuis ou Buffon, lorsque dans leurs œuvres ils mesurent l'ampleur de ce qu'ils ignorent, ils s'en remettent entièrement aux générations futures pour poursuivre leur œuvre.
Le développement du sens critique s'épanouit le mieux au sein de l'outil emblématique des Lumières : le dictionnaire et l'encyclopédie. Au cours du XVIIIe siècle, cet outil intellectuel devient plus riche, il se multiplie et constitue un phénomène culturel majeur. Même si l'Académie française jouit en théorie d'un monopole sur l'élaboration du dictionnaire, cette forme nait au grand public avec celui de Bayle, connaissant neuf éditions entre 1695 et 1741. Les deux dictionnaires critiques majeurs du siècle sont celui de Diderot et d'Alembert, puis l'Encyclopédie méthodique de Panckoucke. Ces deux œuvres éditoriales mobilisent plus de cent auteurs chacune, accaparant une fraction importante de la République des Lettres.

#### L'opinion comme juge des œuvres d'art

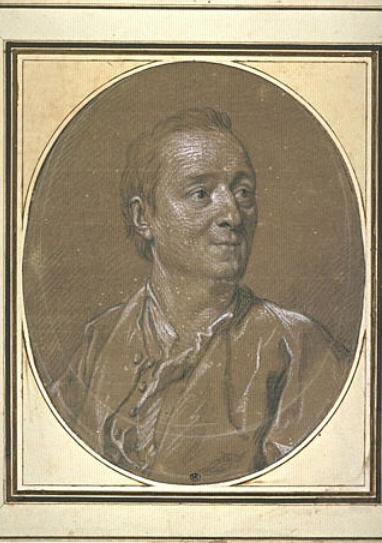
Dessin de Denis Diderot, par Louis-Michel van Loo, vers 1760, Musée du Louvre.

Enfin, « La troisième forme de diffusion de l'esprit critique s'attache à la multiplication des jugements émis sur les productions littéraires et artistiques du temps. La « critique » des ouvrages et des images se constitue en effet en genre au cours du XVIIIe siècle ». Ce discours est essentiellement porté par des périodiques, qui naissent en grand nombre entre 1720 et 1750, dont le but principal est ainsi l'examen critique des livres nouveaux ; les plus notables étant le Spectateur françois de Marivaux, les Nouvelles littéraires de Raynal ou le Pour et le Contre de l'abbé Prévost. Ces journaux, souvent portés par un seul auteur, forment une des armatures de la République des Lettres, par la diffusion large d'idées sociales, philosophiques ou politiques. Cette critique littéraire influence le public au travers de son orientation, et elle se détache progressivement de la production du livre autorisé par la censure. Ainsi, à partir du milieu du siècle, les critiques n'évoquent plus qu'à peine les ouvrages religieux, pour se consacrer exclusivement aux livres de science, de voyage ou de philosophie.
La critique d'art, essentiellement consacrée à la peinture, prend une place importante et oriente le goût de la société française. Fortement liées au Salon, les critiques orientent progressivement les discussions sur la production actuelle, et non plus sur l'histoire de l'art et les grands maîtres. Denis Diderot apparait comme l'un des critiques les plus brillants, il œuvre sans discontinuer durant les décennies 1760 et 1770. Cette critique exerce une influence notable sur la production picturale elle-même, orientant tant les styles que les sujets, en définissant le bon goût et les sujets dignes d'intérêt, même s'il ne faut pas exagérer son influence réelle. Enfin, cette culture de la critique s'étend à la musique avec les Lettres sur la musique française de Rousseau, et à la gastronomie avec les écrits de Grimod de la Reynière.

### Les acteurs de la République des Lettres
La République des Lettres se compose, sans qu'il y ait de frontières strictes entre les groupes, qui écrivent et publient et de la masse grandissante de la population qui sait lire et écrire, qui reçoit et intègre les découvertes, idées nouvelles et controverses.

#### Les écrivains des Lumières

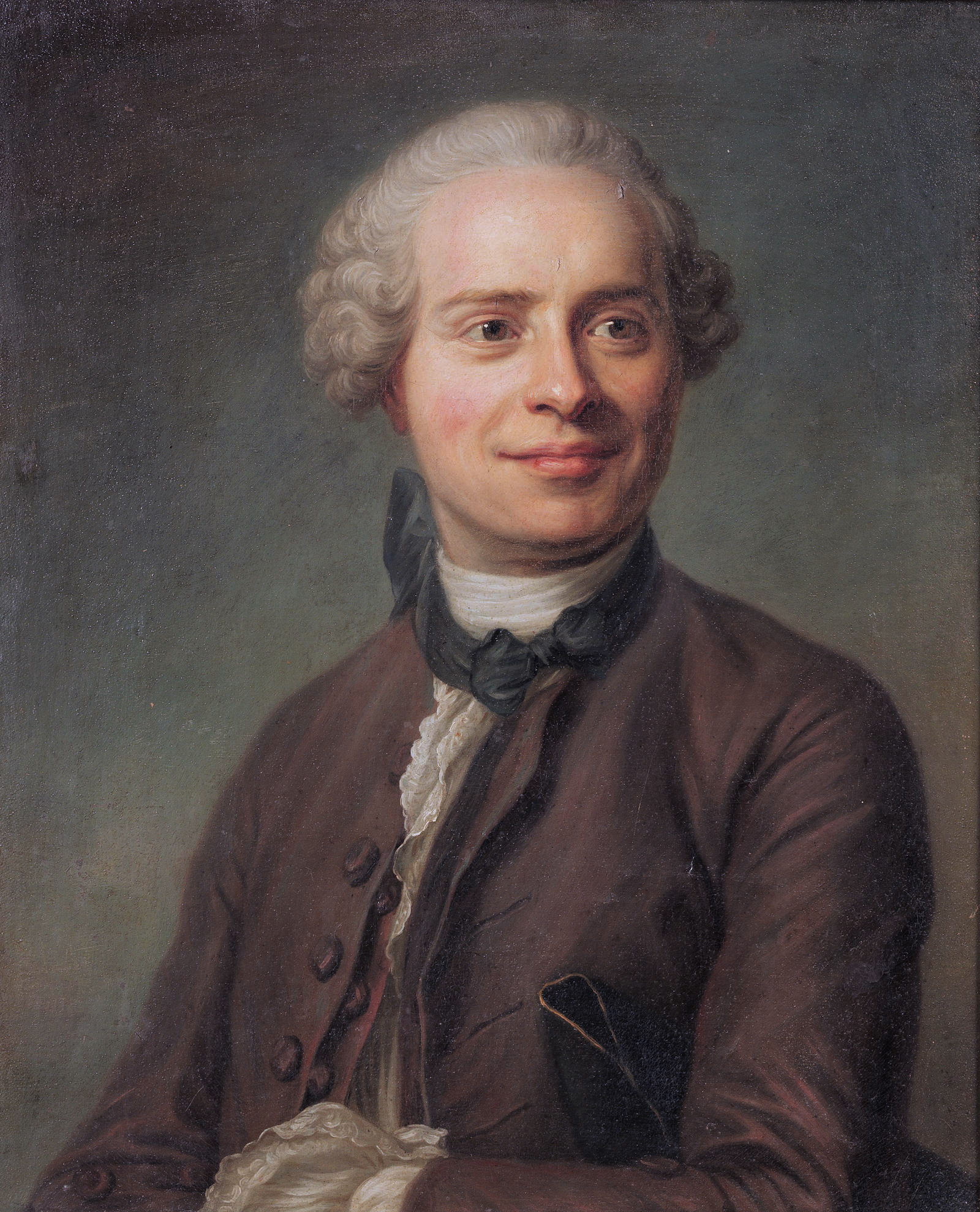
Portrait de Jean Le Rond d'Alembert, mathématicien et encyclopédiste, par Maurice-Quentin de La Tour, 1753, musée du Louvre.

Le rôle des hommes de lettres est construit par les écrivains et savants eux-mêmes. Il s'agit d'être un érudit doublé d'un travailleur du savoir qui cherche à se rendre meilleur et utile pour la société, mais aussi un philosophe actif dans la lutte contre les erreurs, les traditions inutiles, les calomnies faites à la raison ou les injustices. Les plus grands écrivains louent cet état d'« homme de  lettres ». Voltaire, D'Alembert, Duclos le présentent comme « l'état le plus distingué de la société », tel un être héroïque en lutte contre l'obscurantisme ou un explorateur de tous les champs du savoir guidant les autres hommes à la sagesse.
Cette autocélébration construit au cours du siècle un mythe actif et efficace, avec des fondateurs, Bacon, Descartes, Newton, Locke, des célébrités, Voltaire, Rousseau, Diderot et un grand nombre d'admirateurs qui prennent leur suite pour poursuivre leurs œuvres. Elle cache cependant la diversité géographique et sociologique des hommes de lettres. En effet, une majorité  de ceux-ci sont nés et ont œuvré au nord d'une ligne Saint-Malo - Genève. Selon les historiens du XVIIIe siècle, cette ligne montre une France du nord lectrice, alphabétisée, riche d'écoles primaire ou d'académies. La répartition du travail littéraire et philosophique entre la capitale et la province est d'environ un tiers pour Paris et les deux tiers pour le reste de la France. Ce second ensemble est constitué d'une trentaine de villes de plus de 20000 habitants dotées d'un parlement ou d'une académie.
En effet, si beaucoup de membres de la République des Lettres se réclament d'une lutte contre un ordre établi, une minorité importante, près de 40 %, font partie des élites institutionnelles (clergé, noblesse d'épée ou de robe) ou en sont des affiliés en étant financés par ces derniers (secrétaire, bibliothécaire, traducteur, percepteur, …), environ 10 %. Une autre grosse minorité correspond à des personnes issues d'une profession à talents, avocats (10 %), professeurs (10 %) et médecins (15 %). Les hommes de lettres ne vivent généralement pas de leur écriture. Selon une idée répandue que défend Voltaire, un homme de lettre digne de ce nom doit rester indépendant, pour être libre des contraintes matérielles qui lui imposeraient de vendre sa plume. Toutefois, parmi eux environ 15 % vivent de leur art. Ce sont souvent les plus pauvres, ils forment une bohème littéraire dont ils cherchent à s'extraire en trouvant des places rémunérées. Ce groupe grossit au fil du siècle, en 1784, la revue La France littéraire recense 2 819 hommes de lettres dont 1 426 sans profession. La notion du droit d'auteur s'implante difficilement en France où la rétribution des écrivains ne connaît qu'une croissance faible.
Pendant longtemps, la République des Lettres a été considérée par les historiens et le grand public comme dominée par quelques grandes figures dont le centre de gravité se produit dans  les salons mondains. Or, depuis les travaux de Daniel Monet et surtout Robert Darnton, cette vision a fortement changée. La grande majorité des écrivains interdits par la censure sont des gagne-petits et des oubliés. Les autorités recherchent et condamnent toute une faune de lettrés qui publient et vendent des libelles, des textes licencieux et des pamphlets. A l'inverse, certains grands noms sont, en fait, peu ou pas lu, tel Rousseau dont il est presque impossible de trouver une mention de son Contrat social dans les bibliothèques privées avant 1789.

#### Les lieux de sociabilité et les corps savants

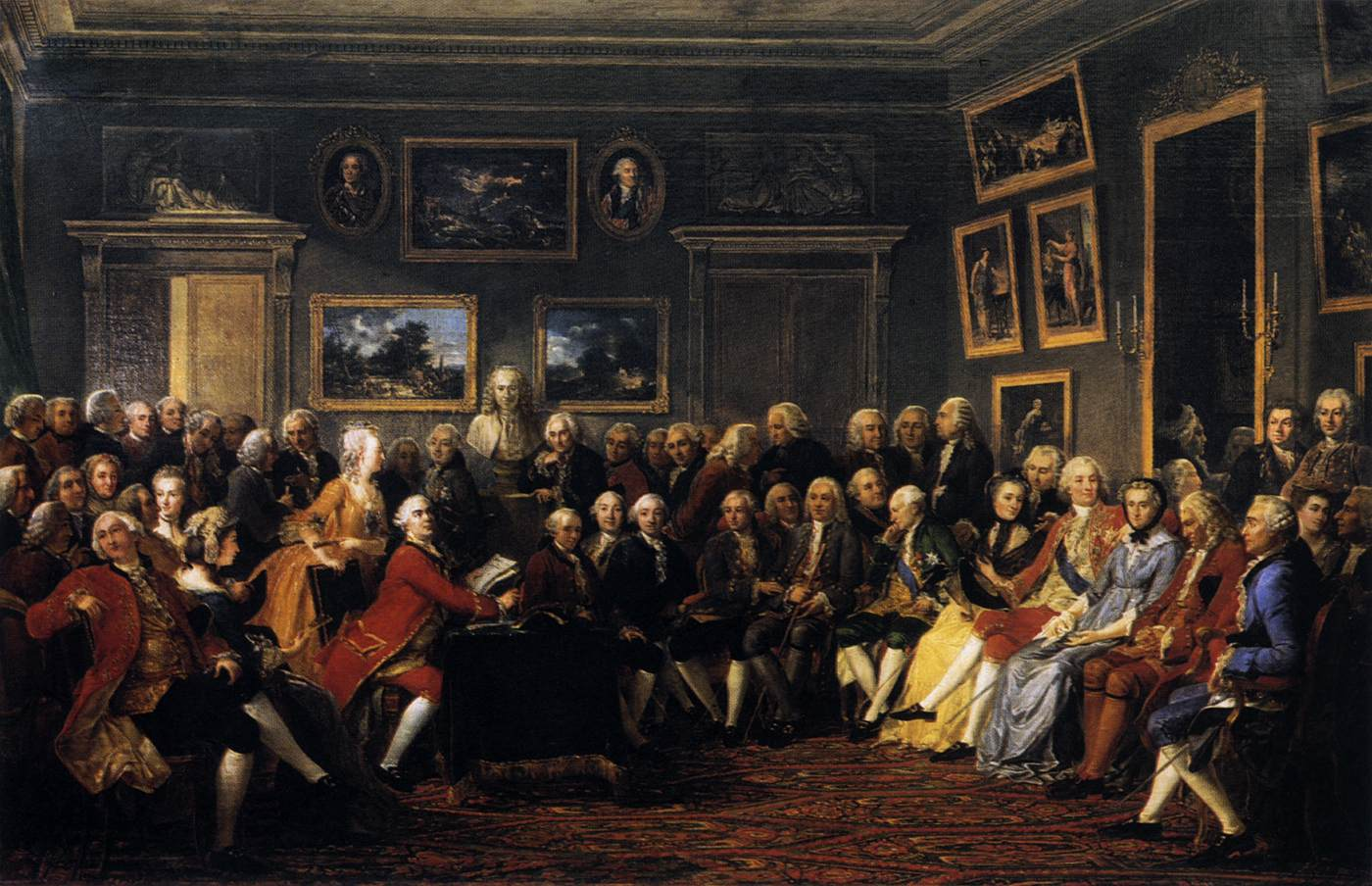
Lecture de la tragédie de L'Orphelin de la Chine de Voltaire dans le salon de Madame Geoffrin, Lemonnier, 1812, Château de Malmaison.

Nombreux et variés au XVIIIe siècle, les lieux de sociabilité apparaissent comme un moyen efficace pour la fermentation et la diffusion des idées nouvelles. La cour est en train de perdre le monopole du débat intellectuel et artistique.

##### Les salons littéraires et philosophiques
Dans les salons de l'époque classique se tenaient des jeux littéraires ou des lectures de poèmes. À l'époque des Lumières, les salons sont les lieux où  s'échange l'information, où se confrontent les théories et les idées, où se façonne l'exercice collectif de la critique. On observe alors un brassage des conditions sociales, puisque les débats intellectuels exigent plus d'égalité. Ces lieux de sociabilités ne sont plus contraints par des règles établies par l'Église et la Couronne en échange de subsides, mais des lieux où l'artiste ou le lettré consent à venir librement proposer sa pensée, éventuellement en échange de protection. La notion d'adhésion volontaire, libre et mutuellement avantageuse s'impose ainsi dans des lieux en apparence similaire à ceux du siècle de Louis XIV .
Cette mutation est repérable durant la Régence, alors que la cour perd le monopole du débat culturel. Se fondent des sociétés philosophiques, tels les salons de la marquise de Lambert ou celui de madame de Tencin, que fréquente régulièrement Fontenelle, ou encore le Club de l'Entresol, réuni chez l'abbé Alary place Vendôme. Les thèmes philosophiques des Lumières font leur entrée à l'Académie française, et sont portés par nombre d'esprits éclairés.
Dans ces lieux de sociabilités se crée l'art de la conversation, l'art de débattre sans froisser l'autre. Cette règle non établie qui impose d'utiliser l'arme de son intelligence pour convaincre autrui est maintenue par les maîtres et surtout les maîtresses des salons. En effet, ils sont tenus par des femmes qui veillent à ce que l'équilibre entre critique et civilité, entre fronde et politesse soit toujours préservé. Les témoins vantent l'habileté des dames à garder leurs convives dans les règles, et créer ainsi des lieux agréables et harmonieux pour le bien de tous. Les mêmes témoins soulignent  que les salons masculins apparaissent plus frondeurs, plus débridés et donc moins agréables à fréquenter.

##### Les académies
Au XVIIIe siècle, les académies deviennent nombreuses avec des profils variés ; certaines s'en tiennent à des programmes focalisés sur l'étude des auteurs classiques, tandis que d'autres s'ouvrent aux problématiques nouvelles, scientifiques ou sociales. Leur nombre progresse régulièrement, même si certaines disparaissent dans certaines villes de modestes dimensions. Il existe une quarantaine d'académies en province à la fin du siècle, surtout dans les plus importantes cités du royaume.
Durant la seconde partie du XVIIIe siècle, les académies officielles passent progressivement dans le camp des Lumières, l'Académie des sciences, puis l'Académie des inscriptions et belles-lettres, et l'Académie française dont la bascule à lieu durant la décennie 1760, voit neuf élections  sur quatorze remportées par des tenants de la philosophie éclairée. A la même époque, les nombreuses académies de province existante ou en voie de création connaissent la même évolution, abandonnant les travaux traditionnels (poèmes, traités et discours) pour voir se développer les mémoires de physique, de chimie, d'agriculture ou de sciences naturelles. En revanche, les travaux des académies de province, si elles portent l'esprit critique sur le plan scientifique, ne s'engagent jamais sur le plan politique; leurs discours restent fidèles à la monarchie.
Les académies sont tout autant que les salons des lieux de sociabilité de l'élite, où l'ouverture vers les négociants et les personnes au statut modeste se réalise peu ; la plupart des académies sont peuplées de nobles, de religieux de haut rang. Lors des deux dernières décennies de l'Ancien Régime, les académies sont complétées en tant que lieu de sociabilité par d'autres structures dont les musées. Ces institutions acceptent  les personnes issues de la bourgeoisie d'affaires et des boutiques, elle sont davantage ouvertes sur l'extérieur par l'organisation de cours de sciences, de langues, de dessin, jusqu'à construire des ébauches d'établissements d'enseignement libre. Ces lieux acceptent des non-catholiques. Ces musées sont fréquentés, voire conçus par des francs-maçons.

##### Les loges maçonniques
Un nouveau lieu de sociabilité émerge enfin à cette époque : les loges de franc-maçons. Apparaissant en France en 1725, la franc-maçonnerie connait une expansion considérable entre 1760 et 1789, avec plus de vingt nouvelles loges chaque année. Plus ouvertes que les salons qui restent élitistes, les loges promeuvent une même égalité et les mêmes idéaux de tolérance, de progrès et de liberté de conscience ; avec plus du trois quarts des frères membres du tiers état, dont des marchands, boutiquiers ou artisans.

##### Lieux informels, cafés et clubs
Durant les dernières années de l'Ancien Régime, Aux lieux précédents s'ajoutent d'autres moins formels mais où la parole se libère et les groupes se forment, les cafés littéraires et politiques (dont le Procope, la Régence, Le Conti par exemple) et des clubs scientifiques.

##### Les oppositions et conflits internes

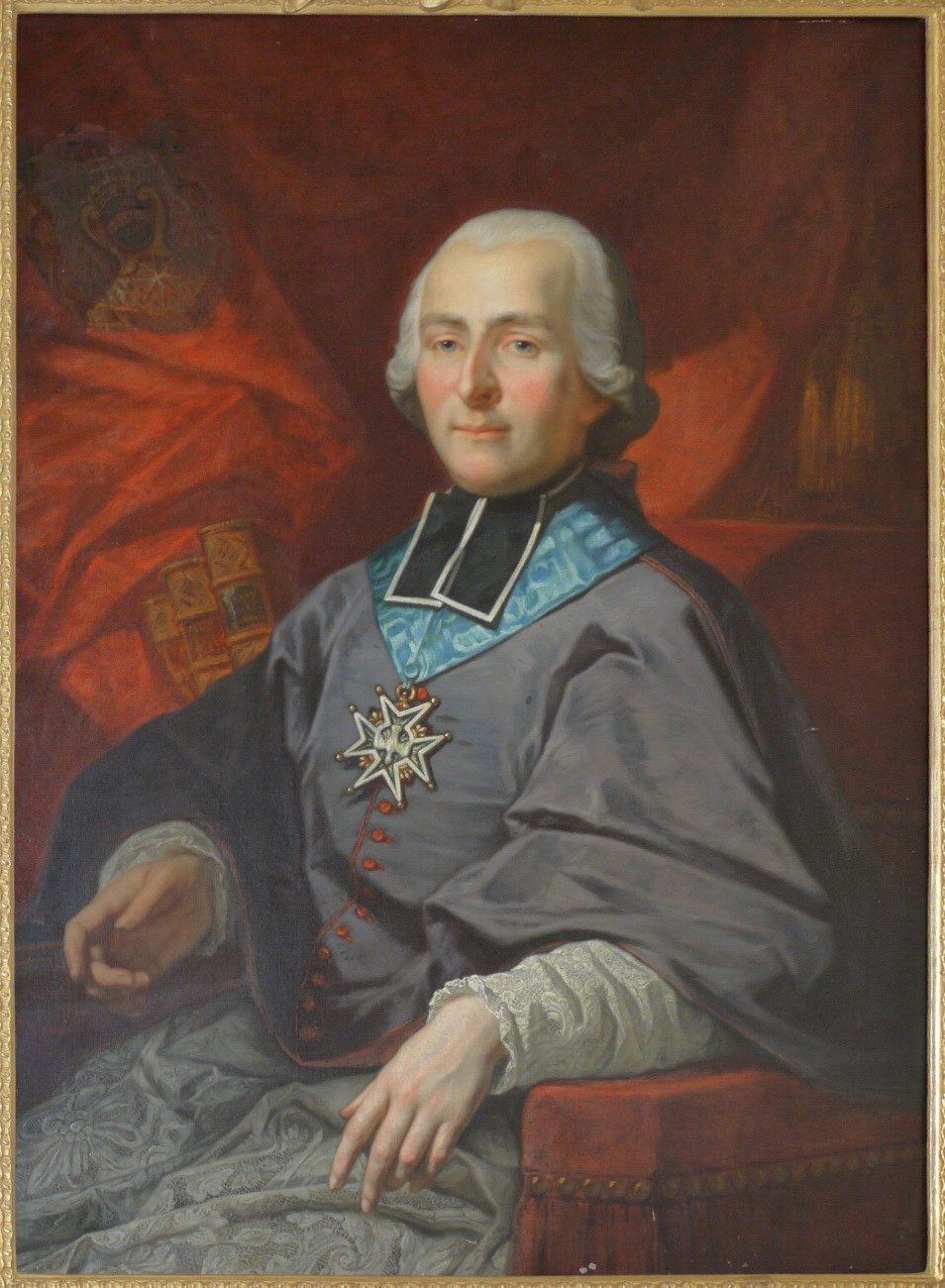
Christophe de Beaumont, opposé aux philosophes, et qui fait condamner l'Émile de Jean-Jacques Rousseau.

Les savants qui s'engagent pour l'avancée des Lumières, contre les traditions et les obscurantismes se retrouvent immédiatement confrontés à de nombreux détracteurs, qui le plus souvent utilisent, en plus des moyens coercitifs de l'État, les mêmes armes intellectuelles ou culturelles qu'eux. L'esprit critique et la philosophie des Lumières ne se diffusent pas au sein de la société française sans opposition. Les tenants de la Tradition et de l'autorité monarchique absolue sont nombreux, puissants et usent de tous les moyens à leur disposition pour tout à la fois condamner les philosophes et convaincre les autres de la fausseté des opinions des Lumières. En de nombreuses reprises, des lettrés sont emprisonnés, condamnés à des amendes, leurs livres interdits et brûlés.

##### Les philosophes anti-lumières
Toutefois, les trois grandes forces d'opposition : les théologiens, les tenants de la monarchie et les philosophes partisans des traditions ne sont ni unifiés, ni exempts d'ambiguïtés car nombreux sont ceux qui se réclament d'une authentique curiosité pour l'esprit critique et les nouveautés du siècle. Acceptant pour la plupart le postulat que l'argument intellectuel doit prévaloir face à la force brute, ils doivent s'engager (quelquefois avec talent) dans l'arène de la philosophie. Nombreux sont les philosophes de la tradition dont la postérité n'a pas retenu les noms mais qui disposent à cette époque d'un prestige au moins égal à ceux de leurs plus prestigieux adversaires. Élie Fréron, Palissot, l'abbé Baruel, Chancenetz, Dorat ou Moreau ferraillent avec les Diderot, Raynal, Beaumarchais et Laclos et obtiennent de fréquents succès publics, que ce soit par la critique ou la satire.

##### La culture catholique et l'opposition aux Lumières
La France au début du règne de Louis XV est une France catholique, dont la religion apparait vivante et solide. Les œuvres de missions intérieures enseignent les préceptes au plus grand nombre, elles sont aidées par un clergé nombreux et bien formé. Des dévotions nouvelles, ferventes, dédiées à la Vierge et au Sacré cœur se développent et emportent de grandes foules. Bien que cette période compte moins de grands théologiens, des auteurs (Honoré Tournely, ou Paul Gabriel Antoine, par exemple) travaillent à établir de solides synthèses et enrichissent la théologie positive. Après un épisode de sommeil, le mysticisme chrétien renait avec le père de Montfort, Jeanne Delanoue ou le père Caussade.
Toutefois, l'opposition la plus déterminée aux Lumières provient bien de l'Église, des théologiens et des catholiques. Les ouvrages de défense et de justification de la religion sont régulièrement publiés et sont souvent de grands succès de librairie. Le corps épiscopal et la Sorbonne condamnent chaque ouvrage tendancieux et leurs auteurs. Plusieurs grandes plumes sont de grandes figures intellectuelles de ce siècle tel Bouiller, Prudent Maran, Jean Baptiste Bullet, Bergier, Claude-Adrien Nonnotte, Joseph-Adrien Lelarge de Lignac, Charles Bonnet ou Gabriel Gauchat.
Ceci alors que la grande majorité des philosophes ne sont pas athées, mais prônent une religion sentimentale, ardente mais surtout tolérante. Ces idées infusent au sein d'une fraction importante du corps ecclésial et durant les dernières décennies de l'ancien régime, des projets de réforme de l'Église naissent en son sein, cherchant à corriger les aspects les plus décriés par les philosophes comme les membres inutiles de l'Église, les superstitions les plus éloignées de la science de la foi, une répartition de l'impôt clérical plus juste ou la recherche de moyens d'avoir des prêtres mieux formés. Toutes les propositions, poussées par les éléments les plus avancés de l'Église se retrouveront dans la Constitution civile du clergé.

##### L'opposition ambiguë de la monarchie aux Lumières

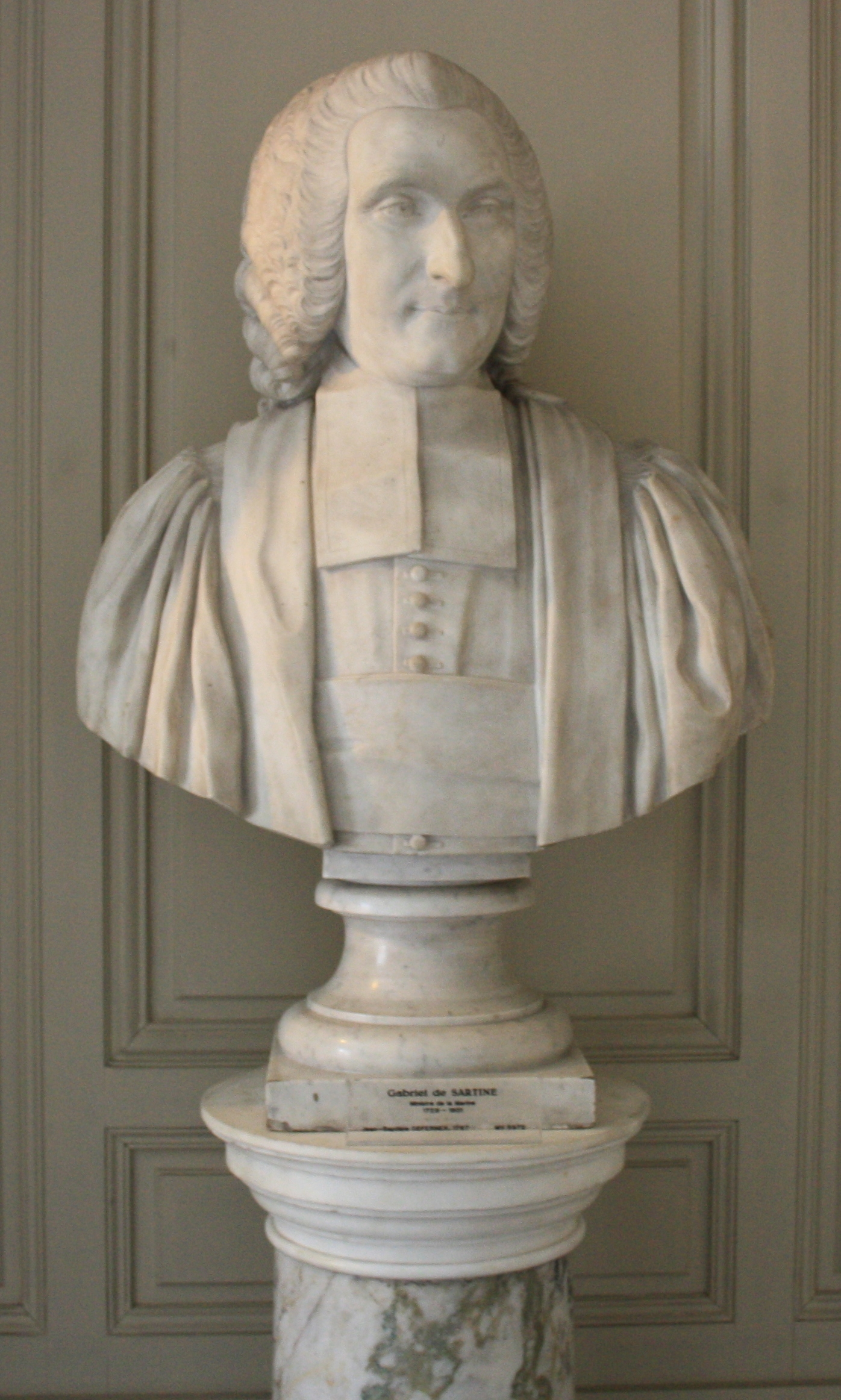
Buste d'Antoine Gabriel de Sartine par J-B. Defernex, le petit appartement du roi, château de Versailles, 1767.

La monarchie, à travers Louis XV et Louis XVI, adopte une position ambiguë. Souhaitant paraître à la pointe des idées nouvelles, qu'elles soient scientifiques ou savantes, les deux rois rejettent néanmoins tout ce qui pourrait porter atteinte à leur majesté et leur autorité. Ainsi, ils usent fermement de la censure pour tenter de faire taire toute parole qui attaque de front leur légitimité, mais souhaitent et organisent des moyens pour nombre de philosophes de passer entre les mailles du filet de la Librairie royale et des censeurs royaux. De même, finançant largement pour des raisons de prestige des arts et lettres, le roi soutien indirectement de nombreux artistes et lettrés qui sont pourtant victimes de la persécution officielle.
La monarchie a construit un système d'enquête, de contrôle et de répression à partir de la fin du XVIIe siècle. Créé par Nicolas de la Reynie, et dirigé entre autres par Sartine et Lenoir. Employant des inspecteurs, des officiers de police, des espions et en retournant des membres de la bohème littéraire pour en faire des mouchards, ils parviennent à instaurer un contrôle qui, s'ils ne parvient pas à empêcher la circulation des livres interdits, obtient de vrais résultats. De nombreux ouvrages sont saisis et détruits, de nombreuses personnes subissent amendes, embastillement ou même envoi aux galères. Il y a eu entre 1659 et 1789 942 personnes emprisonnées à la Bastille sous ce motif, dont plus de 30 écrivains. Robert Darnton estime donc à plus de 15% des écrivains français qui ont connu cette prison, ce qui explique la puissance de son symbole et de la haine que beaucoup lui vouent.
À partir des saisies d'inspecteurs, de listes établies au pilon ou de bordereaux de commandes de libraires qui commandent à l'étranger ou sous le manteau des ouvrages interdits, la recherche en histoire littéraire a établi trois grands groupes d'ouvrages condamnés par les autorités. En premier lieu la littérature philosophique de combat, dont le maître absolu est Voltaire, même si nombreux sont les philosophes à être interdits tels d'Holbach et son Système de la nature, Helvétius, quelques textes de Diderot ou La Mettrie, et nombres de continuateurs et de vulgarisateurs de ces derniers. Une deuxième catégorie, plus nombreuse contient les ouvrages licencieux, qui se diffusent dans toutes les couches de la société, et jusqu'aux salons de Versailles. Enfin sont également pourchassées les dénonciations politiques, réalisées le plus souvent sous forme de chroniques scandaleuses ou de libelles et dont les plumes les plus connues sont Théveneau de Morande, Ange Goudar, Pidansat de Mairobert ou Moufle d'Angerville.

#### Les conflits internes à la République des Lettres
Par ailleurs, la République des Lettres n'apparait pas comme un mouvement unifié et homogène. Des courants ou personnalités diverses se confrontent et s'opposent en son sein. Elle connaît de multiples et parfois violentes inimitiés. Nées d'opposition sur des sujets variés et souvent liés à l'art, des polémiques naissent et divisent quelquefois fortement des lettrés par ailleurs en accord sur d'autres points. Durant le XVIIIe siècle, l'opéra en particulier est le théâtre de luttes féroces, entre autres avec la querelle des Lullystes et des Ramistes durant les années 1730 ou celle entre gluckistes et piccinistes dans les années 1770.
Une mutation culturelle a lieu durant les années 1770 et 1780 lorsque les pionniers de la philosophie des Lumières disparaissent et qu'immédiatement un culte est voué aux plus célèbres. Après Montesquieu, Voltaire, Rousseau, Condillac, d'Alembert, Diderot, Mably ou Buffon, un vide se crée et est occupé par une nouvelle génération d'intellectuels qui cueillent les récompenses des efforts des premiers en poursuivant leurs œuvres et rencontrant un public habitué à l'esprit critique. Parmi cette seconde génération se rencontre Marmontel, Morellet, Thomas, La Harpe, Suard, Nougaret, Deslisle de Sales, Raynal. Ils connaissent ainsi le succès littéraire, acquièrent des places dans les plus prestigieuses académies, sont assurés de places confortables ; ils incarnent la douceur de vivre de la fin de l'Ancien régime. Toutefois, ces philosophes qui monopolisent les places contrôlent également les subsides royaux et se les approprient, rejetant de nombreux autres écrivains plus jeunes encore formant une foisonnante bohème littéraire dont les idées se radicalisent. Un grand nombre d'écrivain pauvres, plusieurs centaines probablement, se pressent dans Paris pour tenter d'imiter leurs modèles, et déchantent devant la limite du nombre de postes pour les avocats ou de pensions pour les écrivains. Une fracture se crée donc pendant la décennies 1780 au sein de la République des Lettres, entre une frange privilégiée et une masse de polémistes sans le sou et poursuivis par la police. Ces Gorsas, Carra, Audouin, Hébert, Duport, Marat, Mercier, Chénier, Fréron fils, Fabre d'Églantine, pour une bonne part d'entre eux, seront les hérauts de la presse révolutionnaire.

## La culture commune
Les travaux historiques des années 1970-1980 ont considérablement défrichés la culture du peuple et enrichi notre vision au-delà des clichés véhiculés par les sources de l'élite. Toutefois, ce progrès historiographique s'est déroulé en postulant l'existence de deux culture différentes, séparées et presque opposées. Or, depuis les années 1990, l'historiographie insiste sur le fait que la culture populaire est très largement partagée par les élites, qu'il n'y a pas d'opposition entre les deux. La population des villes comme celle de campagnes ne reste pas à l'écart des débats de l'élite. Elle s'approprie progressivement les éléments et les arguments des uns et des autres. Dans le même temps, se construit un véritable discours sur la nature et les humeurs du "peuple".

### Une culture de l'élite pour le peuple?
« Le peuple » devient au XVIIIe siècle un concept fondamental dans les discours de l'élite intellectuelle, il est théorisé et caricaturé. De très nombreux traités sur le peuple, ce qu'il est ce qu'il lui faut sont publiés ; discours qui tiennent rarement compte de la réalité de ce qu'est la grande masse des français. Ces réflexions, pour la plupart, mobilisent deux thèmes principaux, celui de la « populace ignare et dangereuse » et celui de « l'innocent bienheureux et plein de bon sens ». Ces deux idéal-types sont des moyens de construire un discours sur la société idéale.

#### Une acculturation dans les deux sens
D'un côté, la populace est décrite comme ignare, incapable de raisonnement subtil, dangereuse, rustre et métrisable. D'un autre le peuple est également vu comme le gardien de traditions et de mœurs respectables, doté d'un solide bon sens. Dans un registre proche du « bon sauvage », dans l'esprit des philosophe, le bon paysan et le bon ouvrier acquièrent une valeur d'exemplarité, une sorte d'autorité morale supérieure aux mœurs corrompues des élites de la cour. « Incarnant une communauté idéale, le peuple dessine ici l'horizon dégagé d'une sérénité nostalgique que les Lumières ont souvent nommées bonheur ».
Les élites politiques, qui partagent pleinement cette vision des Français, s'attachent à mieux connaître la population au travers d'enquêtes réalisées souvent en même temps que les enquêtes fiscales où il est demandés aux fonctionnaires de décrire l'état du peuple au sein de la région qu'ils visitent. Mais au-delà de ces rapports ponctuels, le moyen essentiel pour les autorités pour connaître les rumeurs et l'opinion des sujets du roi est la police.
Durant le siècle, ce modèle du peuple idéal capable par une bonne éducation d'accéder aux attributs de l'homme civilisé se diffuse dans toutes les couches de la société, à la fois par le haut, dans une volonté pédagogique, et par le bas, par une volonté d'imitation et de progression sociale. Mais cette acculturation d'une grande masse de la population ne se fait pas dans un seul sens. Les normes, les modèles proposés sont continuellement adaptés, détournés par ceux qui les reçoivent. Et à l'inverse, ces modes de fonctionnement réels d'idéal social s'insinuent parmi, les élites qui vivent pleinement cette culture commune.

### Les transformations pédagogiques des Lumières
Au XVIIIe siècle, l'éducation prend une importance sociale grandissante dans la société et la culture française ; de nombreux acteurs jouent alors un rôle dans son fonctionnement et son évolution, les familles, l'Église, l'État, les corps de métier et les philosophes des Lumières. Contre un humanisme scolastique élitiste et défenseur des traditions, la philosophie des Lumières estime et défend que tout homme est capable de penser, que l'éducation est la clé de l'émancipation des croyances anciennes, obsolètes et néfastes. En face, l'Église s'investit toujours davantage dans l'éducation mais avec le projet affirmer de centrer l'élévation de la pensée uniquement sur le Salut et les moyens terrestres d'y parvenir.

#### Transmission traditionnelle de la culture et alphabétisation
Au début du XVIIIe siècle, le système éducatif français est largement consensuel et partagé entre la sphère familiale puis professionnelle d'un côté, et le réseau des petites écoles développé par l'Église de l'autre.
D'un côté, l'éducation, l'enseignement de la culture et du système de valeur est dévolu au père, tenant et responsable de l'éducation de ses enfants. Au sein de la sphère familiale, puis de l'enseignement professionnel, les enfants apprennent les usages, les gestes et les normes, les récits, les histoires et contes par une oralité des parents vers les enfants, puis des patrons vers les apprentis. Il existe également dans la formation culturel de l'adolescent les sociétés de jeunesse, contrôlés par les parents et notables locaux, et encadrés par l'Église. De l'autre côté, l'enseignement primaire est assuré par l'Église. Son but est avant tout la transmission des valeurs et d'une culture chrétienne, portées à l'ensemble de la population. Mais si l'ambition de l'Église est bien l'orthodoxie de la croyance, le réseau des petites écoles apporte également une indéniable alphabétisation qui progresse régulièrement tout au long du siècle. Cette réussite n'aboutit certes pas à un temps de l'écrit pour tous à la veille de la Révolution, mais transforme néanmoins profondément la société française.
En effet, si une majorité des français sont toujours analphabètes, ils vivent désormais dans un monde où la connaissance de l'écrit existe tout près de chez eux. Toute une partie de la population, patron d'atelier, bourgeois de boutique, fermier de seigneurie, gros laboureur, petit commis, savent désormais lire, écrire et compter, et sont donc capables de comprendre un contrat, un devis ou de tenir des comptes justes ; et d'aider les voisins qui ne savent pas lire. Au dessus de cette partie de la population se développe également une classe nouvelle composée d'entrepreneur, juge local, négociant ou rentier, qui par son nombre de personnes passées par un enseignement plus poussé, précepteur et collège, accumulent les lectures et correspondances, constituent des bibliothèques, certes rudimentaires, mais qui ouvrent à leur maisonnée à une portion de la culture française.
La plus haute culture est toujours portée par les universités, qui sont destinées à une très petite élite, qui se destine aux plus hautes fonctions, juridique, parlementaires ou religieuses. Enfin, l'éducation des femmes est largement absente au siècle des Lumières. Le système éducatif est fait pour les garçons, et les femmes instruites le sont grâce au bon vouloir de leur père. Les quelques femmes savantes de ce siècle le sont par leurs propres études.

#### Un siècle de débats pédagogiques

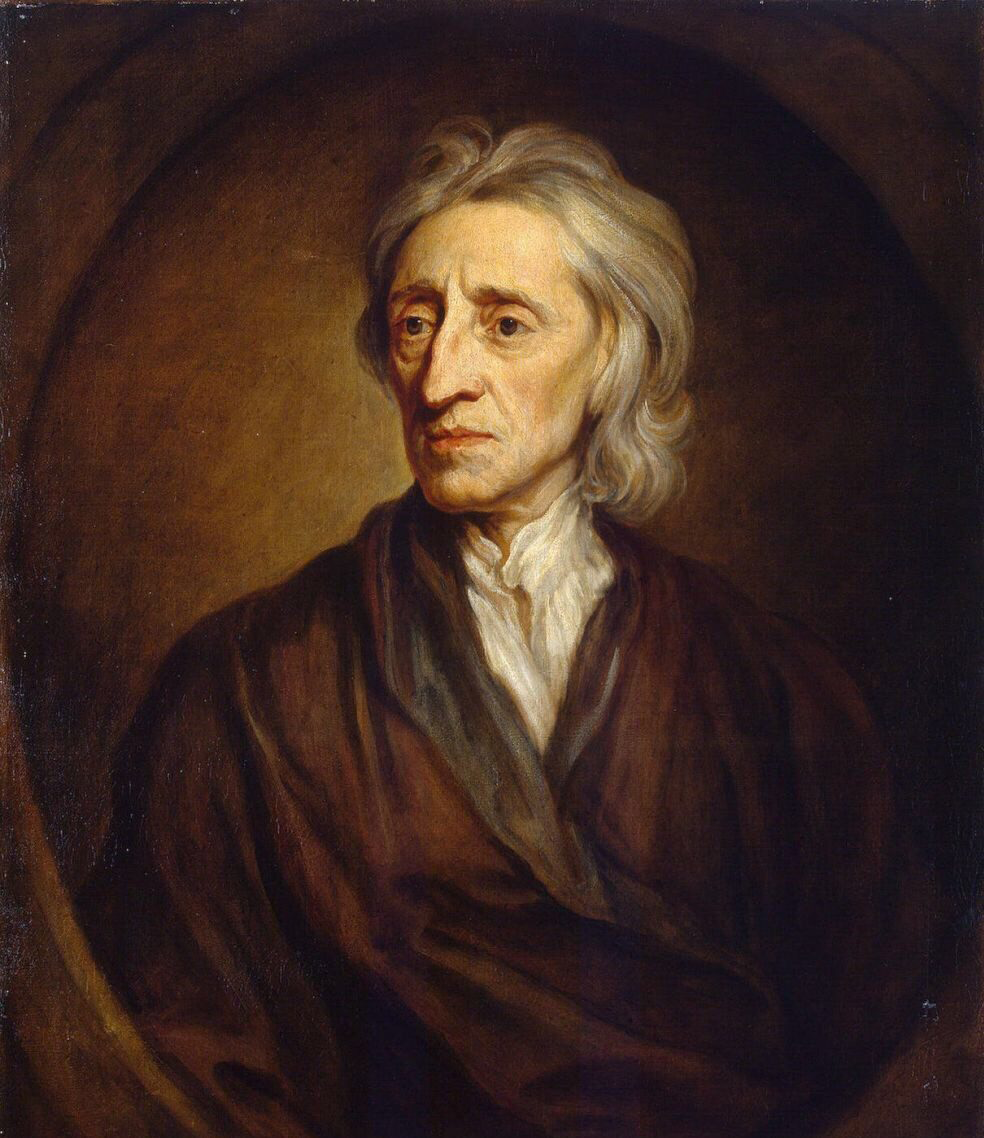
Portrait de John Locke de 1697 par Godfrey Kneller, Musée de l'Ermitage.

Les débats commencent en France avec la traduction de L'éducation des enfants de John Locke en 1695. Il y mène le combat contre la rhétorique et la scolastique, montrant leur inutilité pratique et intellectuelle et promeut les études concrètes : géométrie, histoire, morale, droit civil, éducation manuelle et physique. Son ouvrage est la pierre fondatrice de tous les débats des Lumières. Si lors de la première moitié du siècle, certains ecclésiastiques tentent bien de faire évoluer l'enseignement religieux et les débats restent feutrés, pour l'essentiel, l'éducation reste ancrée dans les mêmes principes qu'au siècle précédent. Lors de la seconde moitié du XVIIIe siècle, en revanche, un déluge de mémoires, de propositions, de polémiques et traités sont portés par la plupart des penseurs du siècle, qu'ils soient partisans des Lumières ou opposés.
L'ouvrage le plus marquant publié par la suite est l'Émile de Jean-Jacques Rousseau de 1762. Il s'agit du premier essai qui traite l'enfant comme un enfant, et non comme un petit adulte en devenir. Il s'efforce donc d'adapter la pédagogie à chaque âge, et non à l'adulte qu'il sera. « Pour ses lecteurs fervents, l'Émile apparaît comme une tentative idéale de libérer l'enfant des contraintes sociales pour en faire un pur produit de la nature où il s'éduque par la maîtrise progressive et expérimentale de son environnement ».
Durant tous le siècle des Lumières, il existe une grande ambiguïté au sein de la république des lettres sur la question de l'éducation du peuple. En face d'une pensée théorique où tout homme est capable et digne de s'élever par ses efforts intellectuels, il règne chez tous les penseurs une peur de la dislocation de la société si le bas-peuple devient éduquer. Ce paradoxe qui traverse le siècle nourrit les débats sur la nature purement émancipatrice ou intrinsèquement corruptrice de l'éducation ; débat fortement lié à celui sur la nature bonne ou mauvaise de l'homme.
Le dernier penseur important de cette époque, héritier de Locke, Condillac, Diderot et Rousseau est Condorcet, qui à la fin du siècle a une influence capitale dans les réflexions et décisions des révolutionnaires. Auteur d'une philosophie résolument optimiste, il tranche de ces prédécesseurs en estimant que l'ensemble du peuple peut recevoir l'enseignement qui lui permettra d'être un homme libre des superstitions du passé.

#### La transformation de l'enseignement de l'élite
Pour une part grandissante de la population, les études ne sont plus perçues comme un simple moyen pour les élites de se reproduire, mais également comme un moyen d'élévation sociale réelle.

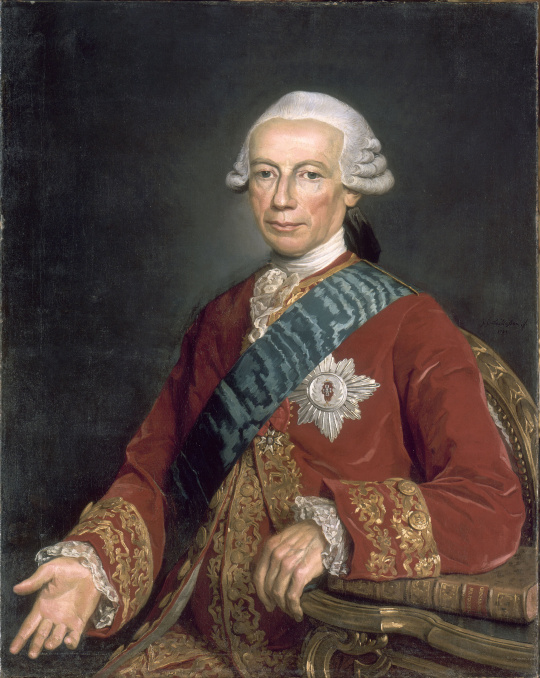
Claude-Louis de Saint-Germain, initiateur des écoles miliaires royales, destinées aux gentilshommes pauvres, Jean-Joseph Taillasson, 1777, château de Versailles.

Les études dans les collèges parisiens ou de province prennent une importance culturelle forte pour une part importante de la bourgeoisie. De plus en plus de fils des petites élites urbaines parviennent grâce à l'instruction et les diplômes à atteindre des postes qui élèvent socialement leurs familles. La création des collèges, les remises de prix et les succès scolaires acquièrent un prestige notable.
L'une des évolutions notables du dispositif scolaire du XVIIIe siècle est la multiplication des collèges, qui parviennent à mailler plus des trois quarts des villes du royaume de plus de 5000 habitants. Les collèges, qui permettent une éducation plus poussée et un accès à la culture savante, ne sont pas fermés au classes sociales plus basses. Ils sont certes avant tout peuplés des enfants des élites locales, mais les autorités multiplient les bourses et les aides financières pour les familles dont un élève se distingue par des capacités particulières. Les exemples d'enfants d'artisans présents dans ces établissements sont nombreux, et permettent régulièrement des parcours professionnels intéressants, voire exceptionnels comme Mahérault ou Marmontel.
Les débats sur les réformes pédagogiques ont un effet sur l'enseignement, mais l'évolution est lente, malgré les nombreux traités et les événements marquants tel l'expulsion des Jésuites qui certes renouvelle sensiblement l'encadrement pédagogique, mais peu les programmes et méthodes. Ainsi, si certains réduisent la présence des langues mortes et des humanités, c'est souvent au sein d'autres lieux d'éducation que les pédagogie nouvelles se déploient ; écoles de dessin, écoles royales militaires, pensionnats des frères des écoles chrétiennes, cours des académies provinciales, lycées, cours au sein de musées ; un foisonnement de nouveaux lieux permettent aux élèves de parents désireux d'ouvrir leurs enfants aux pédagogies nouvelles de le faire. Ces succès entraînent une diminution des effectifs des collèges à la fin de l'ancien régime, qui n'ayant pas réussi à se dégager des préceptes devenus archaïques, deviennent des repoussoirs pour de nombreuses familles soucieuses d'offrir à leurs fils une éducation en phase avec leur monde.

### Une culture partagée
Un tournant historiographique a lieu dans les années 1970 qui renverse la perspective d'une séparation nette entre "culture des élites" et "culture du peuple" en Histoire. À la suite de Michel de Certeau et de l'Invention du quotidien, les chercheurs découvrent que tous les aspects culturels que l'on voyait comme populaire ou élitiste étaient en fait largement utilisés, réemployés, détournés par des publics qui n'en était pas les premiers destinataires, formant en définitive une culture commune largement partagée. Cette culture tente d'imposer un modèle de l'homme civilisé, qui sait se tenir en toute circonstance et surmonter ses instincts naturels. Cet idéal qui se diffuse au sein de l'ensemble de la société est toutefois régulièrement mis à mal, voire rejeté par une partie de la population, qui se joue des obligations morales théoriques.

#### Appropriations culturelles
Les créations culturelles des Lumières sont certes souvent proposée par une élite pour une élite, mais elles se diffusent de fait très largement au sein d'une fraction de plus en plus large de la population, qui s'approprie et souvent transforme ce qu'elle reçoit. En ce sens, il n'existe pas deux cultures opposées, une culture de l'élite et une culture populaire, mais « un processus d'acculturation [...] composés de constant mouvements d'appropriations multiples, d'échanges, de concessions et de compromis, qui façonnent, en bien des domaines, une culture partagée, une communauté de pratiques, de gestes, d'attitudes. Ces partages, la culture quotidienne du XVIIIe siècle les invente et les vit en nombre ». Les domaines où ces échanges sont particulièrement visibles sont nombreux.

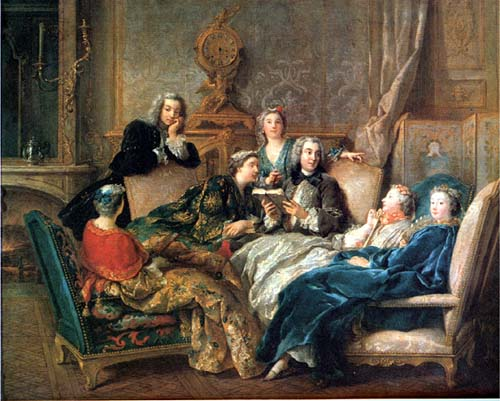
Lecture dans un salon, de Jean-François de Troy, 1730, collection privée des marquis de Cholmondeley, Houghton Hall.

L'un d'entre eux est la lecture. Il n'existe pas alors de « lectures populaires  » ou de « livres populaires », mais d'usages quotidiens multiples à partir de textes, de littératures identiques. En effet, ce sont les mêmes textes qui circulent à la fois au sein de l'élite la plus cultivée et dans les campagnes les plus profondes. Ces textes sont répandus par un monde éditorial dynamique qui amène par la refonte des textes, le colportage et la recherche de la production d'ouvrages à prix plus faible une grande partie de la production livresque au plus grand nombre. Les voies d'accès des plus pauvres au livre, objet encore couteux se fait par divers moyens. Il se développe ainsi, surtout à Paris, les loueurs de livres qui, pour trois sous la journée, propose une offre la plus large. Il arrive même que ces commerçants soient obligés de divisés les ouvrages les plus demandés et d'en louer des parties à l'heure. Dans les campagnes, la pratique du colportage se développe à partir de la moitié du siècle pour toucher finalement la plupart des régions françaises. Ils y vendent des ouvrages divers, livres d'heures, livres bleus, images gravées, almanach, ABC, qui ne leur sont pas réservés car les élites savantes se procurent les mêmes ouvrages, même s'ils ne les utilisent peut être pas de la même manière. Enfin, les mêmes textes ne sont pas publiés de la même façon selon la destination envisagée par l'éditeur. Ainsi, une partie du travail de l'éditeur de transformer, raccourcir, enlever les digressions de l'auteur, diviser en chapitre, ôter les passages jugés outrageants, d'ajouter des titres, des résumés dans le but de rendre un même texte plus lisible pour des clients moins à l'aise avec la lecture que les destinataires initiaux. Ainsi sont construits les ouvrages de la bibliothèque bleue.
Grâce à ses trois mécanismes, un grand nombre d'ouvrages écrits par une élite cultivée pour ses semblables sont disponibles, et lus, par une large couche de la population.

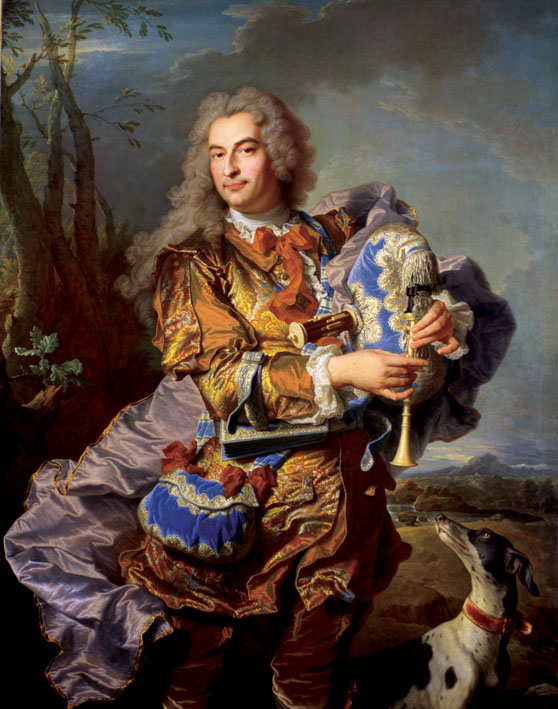
Gaspard de Gueidan jouant de la musette de cour, par Hyacinthe Rigaud, 1738, Musée Granet, Aix-en-Provence, France

Des rapprochements entre corps sociaux différents se retrouve également dans la musique. De la même manière que les partitions se multiplient et sont accessibles à une large part de la population, qui joue ainsi de la musique savante, de nombreux musiciens professionnels s'approprient des instruments populaires, vieille, musette ou cornemuse, les maîtrisent et en jouent de manière virtuose devant un public éclairé. Ils rédigent des traités théoriques pour eux, de nombreuses pièces, des symphonies, qui leur sont dédiées. Parmi les musiciens qui font ainsi migrer des instruments « du peuple » dans des ensembles savants ont compte Coreyre, Bonin, Aubert, Boismortier, Anet ; mais surtout Esprit Philippe Chédeville qui porte le plus haut la pratique de ces instruments.
Un autre domaine où se mêlent fortement toutes les couches de la société est le théâtre de foire. Ce genre théâtral de comédie de mœurs grotesque, parodique et quelquefois scatologique, en apparence destinée à distraire les personnes les moins cultivées, a attiré un grand nombre de lettrés parisiens pour fournir des pièces qui, sous une apparence grossière, révèlent des techniques d'écriture et théâtrale parfaitement maîtrisées. Les auteurs les plus notables de ces pièces sont ainsi Thomas Gueullette, Alain-René Lesage, Charles Collé, Dancourt, Charles-François Racot de Grandval ou Delisle de Sales. De même, ces pièces ne sont pas suivies uniquement par des spectateurs du bas de l'échelle sociale mais de nombreux notables et nobles se rendent régulièrement aux foires pour y partager un même goût pour un humeur potache et graveleux avec le « peuple ». Au-delà des foires, des lieux de sociabilité où se retrouvent toutes les catégories sociales existent dans toutes les villes de France. A Paris, les plus importants sont le Pont Neuf et le Palais-Royal.
Ces acculturations croisées sont particulièrement présentent à Paris, ville à la population particulièrement alphabétisée, suffisamment riche pour offrir au plus grand nombre des activités culturelles nombreuses et permettant un brouillage des frontières culturelles entre les groupes sociaux. « Un même souci culturel se diffuse, visible sur les apparences de chacun, signes hiérarchiques qui se brouillent et se mêlent : les laquais ont de beaux habits, des boucles à leurs chaussures, les compagnons imprimeurs portent l'épée pour courir les guinguettes, les grands seigneurs fréquentent les foires, les bourgeois s'encanaillent, les filles de boutique sont à la dernière mode. La société parisienne devient obscure à elle-même car sa culture est de plus en plus partagée ».
Un dernier exemple des échanges culturels continus est l'appropriation par des hommes d'origine modeste de l'écriture et des genres des lettrés, dont le plus intellectuel d'entre eux : l'autobiographie. Au XVIIIe siècle, un très grand nombre de personnes publient des récits de vie, mêlant anecdotes et réflexion : Nicolas Contat, imprimeur, Siméon-Prosper Hardy, libraire, Louis Simon, étaminier, Jacques-Louis Ménétra, vitrier, et surtout Nicolas Restif de la Bretonne, paysan devenu compagnon typographe, qui s'approprie la culture lettrée pour rédiger, outre son autobiographie, des romans, des essais réformateurs ou des descriptions de la vie parisienne.

#### La maîtrise de soi: une discipline collective
Le siècle des Lumières connait une tendance culturelle lourde, présente dans toutes les activités et les milieux sociaux : la volonté de faire de chaque homme un "honnête homme", maître de ses émotions et civilisé. Cette tendance impacte l'ensemble de la société via quatre mécanismes qui œuvrent sur un temps long : la surveillance des activités répréhensibles, l'éducation à la civilité, la médicalisation des attitudes et un discours sur la sensibilité.
Le siècle des Lumières voit la police s'insinuer dans la surveillance et la répression des activités à la limite de la légalité, non point à chaque fois pour interdire complètement, mais pour faire en sorte que tout ce fasse dans des limites convenables. Le jeu d'argent est ainsi la cible d'un discours réprobateur et l'état tente de le contenir dans des cadres raisonnables, et pour lui très lucratif. La répression dans ce domaine concerne donc surtout les lieux clandestins. Le domaine de la prostitution connait un sort similaire, la police se contente d'arrêter les femmes (jamais les clients) les moins organisées, les plus visibles, en laissant tranquille les activités structurées par des maquerelles. Les discours sur ces deux "fléaux de la société" sont unanimement négatifs, et hypocritement soutenus par l'ensemble de la population. Cette répression n'aboutit évidemment pas à une diminution des deux fléaux, mais plutôt à établir une limite de ce qui est socialement supportable, et de ce qui ne l'est pas.
A côté de ce volet répressif, une abondante littérature se propose de conduire l'homme et la femme du XVIIIe siècle vers l'état d'humain civilisé, par l'apprentissage de règles de vie. L'extension des rites et usages de la société de cour à l'ensemble de la population française se fait ainsi par divulgation et imitation. Le récit du mode de vie courtisan, les traités de bienséance, la littérature, les gravures sont autant de médias qui diffusent très largement l'image d'un homme civilisé sachant parfaitement contrôler ses pulsions, modérer ses paroles et ses actes en toutes circonstances. Les traités de politesse mondaine, s'ils insistent sur la modification du comportement pour devenir un honnête homme, diffusent également des pratiques concrètes qui font évoluer la société française. Ainsi pour ne pas se salir les mains au repas, l'usage des fourchettes et cuillères se répand. Par ailleurs, le fait que les membres d'une même famille dorment dans la même chambre, voire le même lit devient anormal, malséant. Jean-Baptiste de La Salle, dans son ouvrage constamment réédité durant tout le siècle Les Règles de la bienséance et de la civilité chrétienne  affirme « C'est un étrange abus de faire coucher des personnes de différents sexes dans la même chambre ; et si la nécessité l'y oblige, il faut bien faire en sorte que les lits soient séparés, et que la pudeur ne souffre en rien de ce mélange. Une grande indigence peut seule excuser cet usage ». La pudeur devient une part importante du comportement social général, avec un effacement progressif de la vision de la nudité, et une réprobation sociale de ceux qui, même pour rire, exhibent les excrétions et la sexualité. Le rire utilisant ces ressorts est ainsi cantonné au peuple grossier. Enfin, une diminution de la violence, privée comme institutionnelle, se produit en France, avec le tableau montré par les jugements sur l'ensemble du siècle. Les crimes de sang perdent de leur violence, sont moins nombreux, et les punitions infligées suivent le même mouvement. En revanche, les tribunaux sont de plus en plus saisis pour des atteintes aux biens, vols et escroqueries.
La maîtrise du corps s'accompagne d'une médicalisation de celui-ci. Porté par les valeurs de science et de progrès, une transformation de la culture quotidienne insiste sur la nécessité de prendre soin de son corps, d'avoir un corps sain. Il s'agit d'un véritable climat favorable à l'esprit médical, qui explique en partie un certain recul de la mortalité, avec l'acceptation de la vaccine contre la variole, de la présence d'une sage-femme professionnelle auprès des accouchée ou les progrès de la médecine clinique. Le siècle est également celui d'un discours dominant sur la posture, avec la recherche d'une tenue parfaite du corps et la naissance de l'orthopédie. Enfin, la médecine s'empare du thème de la sexualité, en relais de la morale religieuse, avec une attention très forte portée sur l'onanisme, décrit pendant tout le siècle comme la source de nombreux maux.
Enfin, la culture française du XVIIIe siècle est celle de la reconnaissance de la sensibilité humaine. En effet, en même temps qu'est affirmé l'importance de dresser et maîtriser ses émotions, le discours expose l'importance de l'introspection, de la connaissance de ses sentiments, de sa sensibilité. Il s'agit, ainsi que l'expose Condiallac dans le Traité des sensations, que « l'homme découvre peu à peu ses humeurs, apprend à les faire jouer, puis à les maîtriser et à en contenir les excès. Cet homme est bien évidemment le modèle idéal du discours éclairé, l'objet de toutes les expérimentations et le centre des idées nouvelles. C'est l'Émile de Rousseau, le Candide de Voltaire, le Persan de Montesquieu... ». Cet éveil à soi tant vanté par les philosophes est décrit en opposition aux deux défauts majeurs qui empêchent cet accomplissement, la superstition et la trivialité. Le projet de cet éveil à sa propre sensibilité est rien moins que l'aboutissement au bonheur. Le siècle des Lumières est sensualiste dans le but d'amener les hommes à l'équilibre des passions, équilibre qui mène au bonheur. Et diffusé au sein de la population, celui d'un homme maître de ses pulsions, civilisé.

#### Les résistances au modèle de l'élite
Le modèle de l'homme civilisé est toutefois régulièrement mis à mal, voire rejeté par une partie de la population, qui se joue des obligations morales théoriques. Si les imaginaires, les idéaux et les aspirations des lettrés se diffusent largement au sein de la population française, celle-ci ne les reçoit pas passivement, ni ne les accepte béatement. Les injonctions à la morale, à l'hygiène de vie, à la figure de « l'honnête homme » sont déformées, intégrée partiellement, en fonction des cultures locales, du village ou du quartier. Et en parallèle, moins visibles mais bien vivantes, d'autres pratiques culturelles subsistent, vivant pleinement.
Une tendance de fond du XVIIIe siècle est l'extension lente et encore largement incomplète de la culture urbaine. La France s'urbanise lentement, surtout Paris, les grandes cités et les ports, mais également un grand nombre de petites villes (entre 2000 et 10000 habitants) qui se développent. La culture proprement urbaine en profite, se renforce et se diffuse aux alentours.
Mais cette culture du peuple urbain n'est pas identique à celle des élites intellectuelles, elle a ses propres rituels, ses propres lieux, ses propres temporalités. Certaines traditions populaires se revitalisent même durant le XVIIIe siècle. La culture populaire a d'abord ses habitudes, ces lieux vivants : les foires, les tavernes et cabarets où se déroulent une large part de la sociabilité populaire, avec la rue elle-même. Elle a ses fêtes, qui sont surtout des fêtes transgressives qui moquent les puissants en reprenant leurs propres cultures, les carnavals et charivaris. Elle est ses modes d'organisation, qui sont ceux de la boutique, de la ferme, du compagnonnage, lieux où la culture du travail se transmet.
Mais il existe également d'autres formes propres à la culture populaire tout en étant liés à la production intellectuelle des lettrés. Le placard est ainsi un moyen puissant et populaire de protester avec les modes de l'élite, l'écrit imprimé, contre cette élite. Ces affiches placardées sur les portes et arbres peuvent être des récits protestataires de la cherté de la vie, une dénonciation des mœurs des puissants, des textes sur la vie quotidienne comme sur les grands évènements du royaume. « Anonymes, écrits de façon malhabile, presque toujours mal orthographiés, ils ponctuent la ville de leurs dénonciations et de leurs anathèmes, la plupart du temps sous forme d'historiettes. Ils racontent la ville, ses cocufiages, ses trahisons, ses complots, ou la cour et ses réputations saccagées par la rumeur. Ces récits participent de la curiosité publique qui fait feu de tout bois et illustre l'ironie mordante, l'art de la pointe et de la répartie très maîtrisée par le peuple de la rue ».
Une autre culture populaire est celle du contre-héros. Essentiellement des bandits de grand chemin, dont les archétypes sont Mandrin et Cartouche, ils sont popularisés par une abondante littérature d'échafaud, surtout au sein de la bibliothèque bleue. Ils deviennent des bandits de contestation, dont l'histoire est reconstitués par la rumeur populaire, ; la rue s'identifie à eux, s'imagine pouvoir réclamer sa propre part et compatit à leur supplice.
Enfin, la culture populaire intègre également la part de mouvement, de soulèvement et de révolte. Nombreuses sont les révoltes qui ont explicitement des raisons politiques ou religieuses, et dont les problèmes de subsistances ne sont que des déclencheurs. Il existe une culture de la révolte, qui connait les élites et qui fonde ses revendications sur une volonté de faire bouger les puissants.

## La politisation de la culture
Les origines culturelles de la Révolution ne sont pas à rechercher dans une construction a priori voulant remplacer le monde de l'Ancien Régime, mais plutôt dans l'effritement des fondements des deux piliers de la civilisation traditionnelle, à savoir la religion catholique et ses pratiques d'une part, puis la majesté royale et son faire-croire d'autre part. Cette mutation mentale qui a lieu vers 1750-1770 entraine la diffusion de l'idée d'une civilisation vieillie, épuisée, à bout de force et en pleine dégénérescence. Cette idée s'est si bien imposée que la rupture de 1789 est vécue par tous dans l'enthousiasme avec un certain réenchantement. Celui-ci trouve immédiatement une transcription culturelle au travers des images, des symboles, des rhétoriques, des signes. Se crée une nouvelle culture dont les forces et les faiblesses vont apparaitre rapidement selon son lien avec les aspirations et les préoccupations du plus grand nombre.